# 黑龙江省财政厅
黑龙江省财政厅是中华人民共和国黑龙江省人民政府主管财政收支、财税政策的组成部门。

## 内设机构
- 办公室。
- 综合处。
- 法规处。
- 税政处。
- 预算处。
- 国库处。
- 行政政法处。
- 教科文处。
- 经济建设处。
- 经贸处。
- 农业处。
- 社会保障处。
- 企业处。
- 企业监督管理办公室。
- 国际金融处。
- 政府采购管理办公室。
- 非税收入管理处。
- 乡镇处。
- 会计管理局。
- 注册会计师管理处。
- 监督检查局。
- 绩效评价处。
- 行政事业资产管理处。
- 资产评估处。
- 农村财政财务处（挂省农村综合改革办公室牌子）。
- 罚没收支管理办公室。
- 财源建设工作指导处。
- 人事教育处[1]

## 厅属企事业单位
- 黑龙江省预算编审中心
- 黑龙江省财政国库支付中心
- 黑龙江省财政厅投资评审中心
- 黑龙江省财政收费票据监管中心
- 黑龙江机关服务中心
- 黑龙江省国有资产评估管理中心
- 黑龙江省注册会计师管理中心
- 黑龙江省财政科学研究所
- 黑龙江省财税干部培训中心
- 黑龙江省财税信息中心
- 《珠算与珠心算》杂志社
- 黑龙江省财政干部疗养所
- 黑龙江省社会保障资金管理中心[2]

## 历任厅长
1. 李继纯（2001年12月－2010年4月）
2. 王庆江（2010年4月－2016年10月）
3. 史青衿（2016年10月－2020年8月）
4. 高大伟（2020年8月－2022年3月）
5. 孟祥会（2022年3月－）